# IIFA Award/Glamour Star of the Year (weiblich)
Der Preis Glamour Star of the Year (weiblich) ist eine Kategorie des IIFA und wird an diejenige verliehen, die im Vorjahr durch ihre glamourösen Auftritte besondere Achtung erlangt.
Die Gewinner des IIFA Glamour Star of the Year Award waren:
| Jahr | Schauspielerin |
| ---- | -------------- |
| 2000 | kein Preis     |
| 2001 | kein Preis     |
| 2002 | kein Preis     |
| 2003 | kein Preis     |
| 2004 | kein Preis     |
| 2005 | kein Preis     |
| 2006 | Preity Zinta   |
| 2007 | Aishwarya Rai  |